# Gilles Pisier
Gilles Pisier (Nouméa, 18 de novembro de 1950) é um matemático francês.
É professor da Universidade Pierre e Marie Curie e professor distinto da cátedra A.G. e M.E. Owen de matemática da Texas A&M University. É conhecido por suas contribuições em diversos campos da matemática, incluindo análise funcional, teoria das probabilidades, análise harmônica e teoria dos operadores. Também realizou contribuições fundamentais à teoria da C*-álgebra. Gilles é o irmão mais jovem da atriz francesa Marie-France Pisier.

## Livros
- "The Volume of Convex Bodies and Banach Space Geometry", Cambridge University Press, 2nd ed., 1999. First published in 1989.[4]
- "Introduction to Operator Space Theory", Cambridge University Press, 2003.
- "The Operator Hilbert Space OH, Complex Interpolation and Tensor Norms", Amer Mathematical Society, 1996.
- "Factorization of Linear Operators and Geometry of Banach Spaces", Amer Mathematical Society, 1986.
- "Similarity Problems and Completely Bounded Maps", Springer, 2nd ed., 2001. First published in 1995.
- "Random Fourier Series with Applications to Harmonic Analysis", with Michael B. Marcus, Princeton University Press, 1981.